# Délkelet-ázsiai labdarúgó-szövetség
A Délkelet-ázsiai labdarúgó-szövetség (angolul: ASEAN Football Federation, röviden: AFF) 1984. január 31-én alakult. A regionális szövetségnek jelenleg 12 teljes jogú tagállama van. Az alapító tagok voltak: Thaiföld, Indonézia, Malajzia, Szingapúr, a Fülöp-szigetek és Brunei. Vietnám, Mianmar, Kambodzsa és Laosz 1996-ban, Kelet-Timor 2004-ben, Ausztrália pedig 2013-ban csatlakozott.
A szövetség szervezi a Délkelet-ázsiai labdarúgó-bajnokságot.
Az AFF célkitűzése a folyamatos átalakulás előtérbe helyezésével fejleszteni a Délkelet-ázsiai labdarúgást az egységesség és a szolidaritás megerősítésének jegyében, és a labdarúgáson keresztül közreműködni a béke megteremtésében.

## Tagállamok
- Ausztrália
- Brunei
- Fülöp-szigetek
- Indonézia
- Kambodzsa
- Kelet-Timor
- Laosz
- Malajzia
- Mianmar
- Szingapúr
- Thaiföld
- Vietnám

## Labdarúgó-események
- Délkelet-ázsiai labdarúgó-bajnokság
- Női Délkelet-ázsiai labdarúgó-bajnokság

## Külső hivatkozások
Az AFF hivatalos weboldala